# Atlasvlinder
De atlasvlinder (Attacus atlas) is een vlinder uit de familie van de nachtpauwogen (Saturniidae). De nachtvlinder is overwegend bruin met lichtere en donkere accenten. De vlinder kan een spanwijdte bereiken van 25 tot 30 centimeter en behoort hiermee tot de grootste vlinders ter wereld. Wat betreft vleugeloppervlak is de atlasvlinder zelfs de allergrootste soort. Het is een nachtactieve soort die niet veel vliegt.
De atlasvlinder komt voor in Azië, meer specifiek een groot deel van Zuidoost-Azië. Het areaal loopt westelijk van Afghanistan tot oostelijk in Papoea-Nieuw-Guinea en beslaat onder andere India, Maleisië en Indonesië. In India wordt de nachtvlinder op kleine schaal gebruikt voor de productie van zijde.
In vlindertuinen wordt het dier met enige regelmaat gekweekt, waardoor er veel bekend is over levenswijze en ontwikkeling. De rups is groen met hier en daar een rode vlek. De rups valt op door de stekelvormige maar vlezige uitsteeksels aan de bovenzijde die een vlokkerige en wasachtige afscheiding produceren. De rupsen eten grote hoeveelheden bladeren van verscheidene soorten planten. De volwassen vlinder heeft geen ontwikkelde monddelen en neemt geen voedsel op.

## Taxonomie en indeling
De wetenschappelijke naam van de atlasvlinder werd in 1758 als Phalaena atlas gepubliceerd door Linnaeus. In 1767 plaatste hij de soort in het ondergeslacht Attacus, naderhand tot een zelfstandig geslacht opgewaardeerd. De geslachtsnaam Attacus is Latijn voor sprinkhaan, het woord wordt ook in de Bijbel gebruikt om sprinkhanen aan te duiden. De soortnaam atlas is afgeleid van Atlas, een van de reuzen die in de Griekse mythologie het hemelgewelf op zijn schouders droeg.
De atlasvlinder behoort tot de vlinderfamilie nachtpauwogen (Saturniidae). Dit is een grote groep van vlinders die een wereldwijde verspreiding hebben.
Het geslacht Attacus waartoe de atlasvlinder behoort telde vroeger ongeveer vijftien soorten, maar de meeste hiervan zijn als gevolg van nieuwe inzichten verplaatst naar een ander geslacht; Archaeoattacus. Tegenwoordig telt het geslacht Attacus naast de atlasvlinder twee andere soorten: Attacus wardi uit Australië en Attacus aurantiacus uit Papoea-Nieuw-Guinea.

### Ondersoorten
Van de atlasvlinder zijn verschillende ondersoorten beschreven, de wetenschappelijk status ervan is soms omstreden. Een lijst van beschreven ondersoorten staat hieronder, de gegevens zijn afkomstig van een inventarisatie uit Zoologische mededelingen uit het jaar 1953.
- A. atlas atlas
- A. atlas baliensis
- A. atlas bifenestratus
- A. atlas burmaensis
- A. atlas chinensis
- A. atlas erebus
- A. atlas gladiator
- A. atlas gladiator
- A. atlas incerta
- A. atlas javanensis
- A. atlas macmulleni
- A. atlas mannus
- A. atlas mysorensis
- A. atlas opaca
- A. atlas pallida
- A. atlas roseus
- A. atlas silheticus
- A. atlas simaluranus
- A. atlas similis
- A. atlas simplex
- A. atlas sumatranus
- A. atlas taprobanensis
- A. atlas taprobanis
- A. atlas tonkinensis
- A. atlas triumphator
- A. atlas varia

## Uiterlijke kenmerken

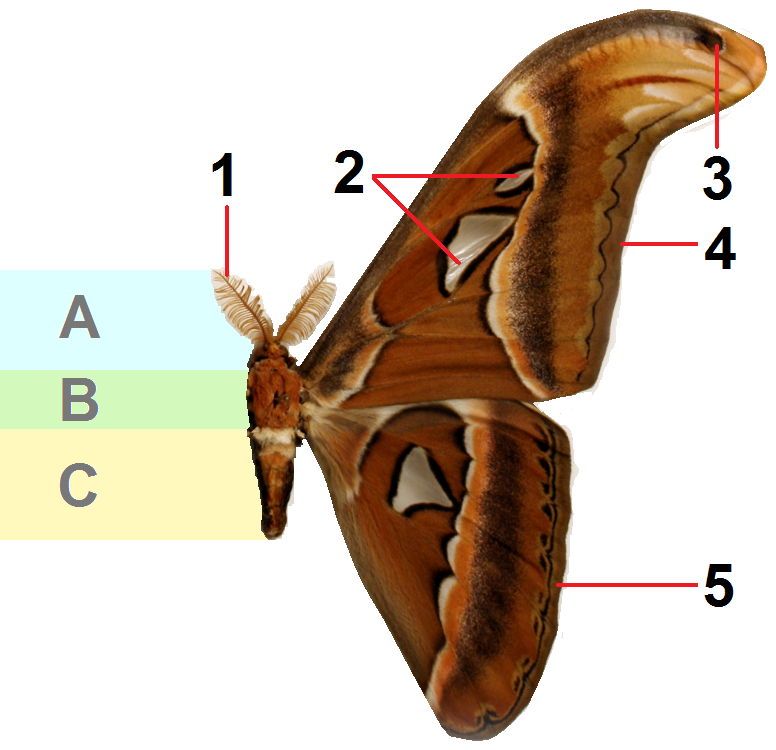
Algemene kenmerken van de atlasvlinder, hier een mannetje.

De atlasvlinder is een opvallende soort vanwege de kleuren en patronen en met name de grootte. Wat direct opvalt aan de atlasvlinder zijn de buitenproportioneel grote vleugels, het lichaam van de vlinder is niet opvallend groot. De vleugels kunnen een spanwijdte bereiken van bijna dertig centimeter en ook de vleugels in de lengte ongeveer zo lang, zodat de omtrek van de vlinder van vleugelpunt tot vleugelpunt zo groot is als een stoeptegel.

### Kop
De kop van de atlasvlinder is vrij onopvallend. Van de bovenzijde bezien is slechts een deel van de kop zichtbaar en vooral de antennes zijn goed zichtbaar. De ogen zijn kraalachtig en donker tot zwart van kleur. Net als andere insecten heeft de atlasvlinder samengestelde ogen die zijn opgebouwd uit vele tientallen individuele oogjes, de ommatidiën. De ogen zijn onderaan de kop gelegen, het oogoppervlak is vrij groot. De ogen zijn vanaf de bovenzijde niet te zien.
De antennes zijn lichter van kleur dan de rest van de kop en hebben een gele tot oranje kleur. De antennes bestaan uit een enkele spriet die sterk geveerd vertakt is zodat het geheel lijkt op een veer. De vorm van de antennes of voelsprieten is het belangrijkste geslachtsonderscheid. Bij vrouwtjes zijn deze vrij onopvallend en licht geveerd, maar de mannetjes hebben bladvormige, geveerde antennes. Ze hebben een kam-achtige vertakking van de sprieten. De vele tientallen aftakkingen vergroten het oppervlak aanzienlijk. Ze zijn zowel aan de voor- als achterzijde van de antennes korter dan in het midden, zodat een duidelijke veervorm ontstaat. Ook de vrouwtjes hebben een dergelijke geveerde antenne, maar het geheel is duidelijk kleiner dan bij de mannetjes.

### Borststuk
Het lichaam is relatief klein en wordt ongeveer zeven centimeter lang. Het borststuk is zwart van kleur maar door de dichte oranjebruine beharing is de kleur van de huid nauwelijks te zien. Het borststuk is bij de atlasvlinder het breedste deel van het lichaam. Het borststuk draagt net als alle andere gevleugelde insecten twee paar vleugels aan de bovenzijde en drie paar poten aan de onderzijde.
De poten zijn vrij breed wat veroorzaakt wordt door een bedekking van een dichte, fijne en bruine haartjes die een fluweelachtige indruk geven. De poten zijn gesegmenteerd en eindigen in kleine klauwtjes, die de tarsen worden genoemd. Hiermee ankert de vlinder zich aan takken en bladeren. In rustpositie zit de vlinder altijd met de kop naar boven.

### Vleugels

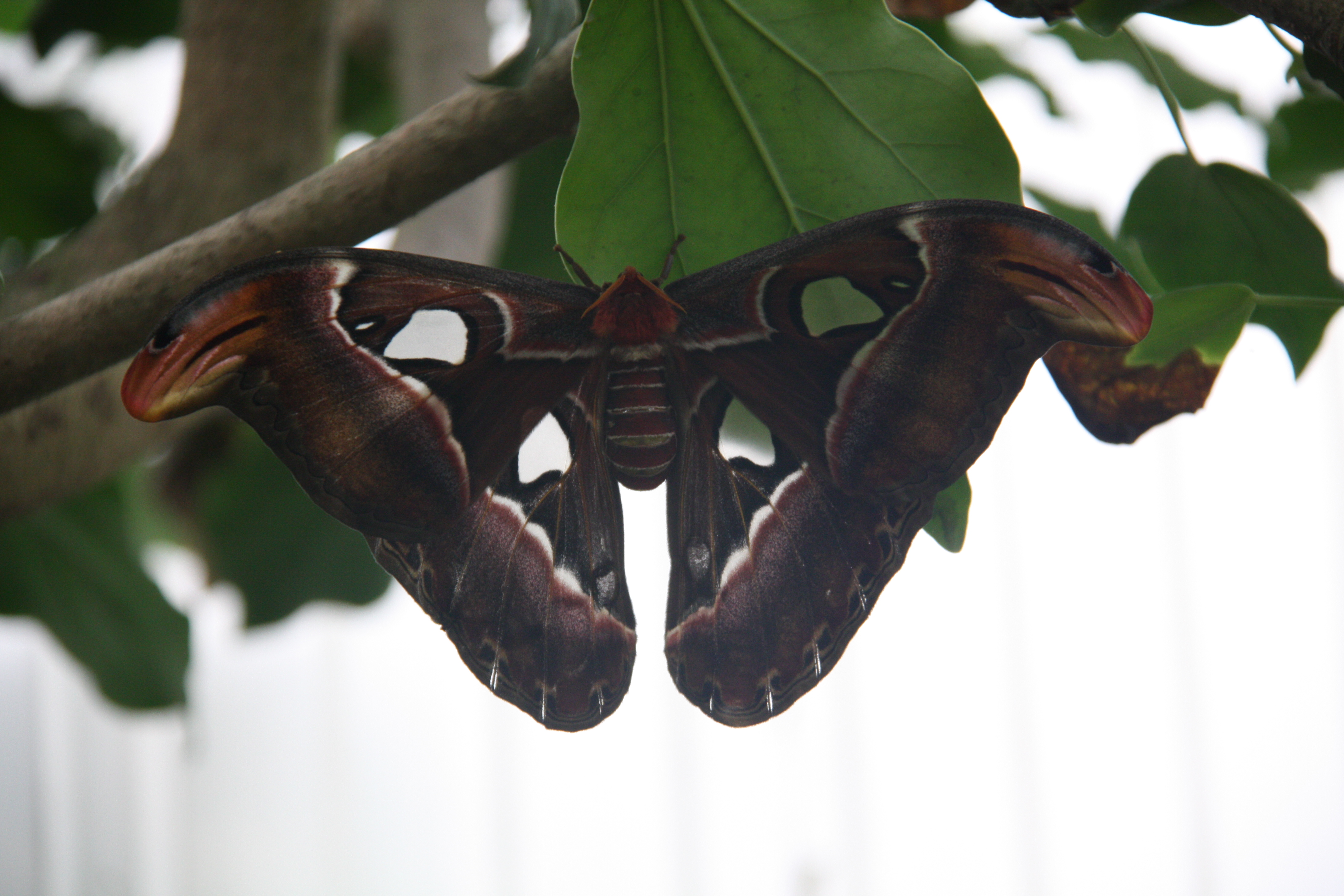
De vleugelvensters zijn doorzichtig zodat een deel van de vleugels dezelfde kleur heeft als de achtergrond

Net als alle vlinders heeft de atlasvlinder vier vleugels; twee voorvleugels aan de voorzijde en twee achtervleugels aan de achterzijde. De vleugels zijn verbonden aan het tweede (voorvleugel) en het derde (achtervleugel) borststuksegment. De voorvleugel is het grootst en heeft een enigszins driehoekige vorm. De voorvleugel bestaat uit drie velden; een klein lichter gekleurd veld aan de basis, een middendeel dat donkerder gekleurd is en ongeveer de helft van de voorvleugel beslaat. De ander helft, met de grens op ongeveer de verticale breedte, is lichter van kleur en heeft aan de bovenzijde een duidelijke, haakvormige uitstulping naar de buitenzijde. Waar de uitstulping begint is een blauwe vlek aanwezig, het oppervlak van de uitstulping zelf heeft aan de onderzijde een donkere streep. Met enige fantasie lijkt deze vleugeluitloper op de kop van een slang en een alternatieve naam voor de vlinder in andere talen is slangenkopvlinder, zoals het Engelse 'snake head moth'. Het is waarschijnlijk dat de vlek een functie heeft bij de passieve verdediging. Vijanden die hun prooien opsporen middels visuele herkenning kunnen zo worden afgeschrikt als ze de 'slang' ontwaren. De atlasvlinder is ondanks de grote vleugels en de vogel-achtige verschijning in de lucht geen behendige vlieger.
De spanwijdte kan 20 tot 29 centimeter bedragen. De mannetjes blijven aanmerkelijk kleiner, de vlucht blijft bij een mannetje rond de twintig cm. De atlasvlinder behoort hiermee tot de grootste vlinders ter wereld, het is de grootste Aziatische soort. Wat betreft vleugeloppervlak is het zelfs de grootste soort ter wereld. Er zijn maar weinig vlinders die een grotere spanwijdte bereiken, voorbeelden zijn de Zuid-Amerikaanse soort Thysania agrippina en de Alexandra's vogelvlinder uit Papoea-Nieuw-Guinea. Deze twee soorten kunnen een vlucht van meer dan dertig centimeter bereiken. Het vleugeloppervlak van deze soorten is echter kleiner dan de atlasvlinder, het oppervlak van deze soort kan tot 400 vierkante cm bedragen.
De vleugels zijn opvallend en hebben een complex patroon van kleuren en vlakken. De vleugelkleuren wijken per ondersoort wat af en kunnen variëren van geelbruin tot bordeauxrood en kastanjebruin. De kleuren worden net als bij alle vlinders gevormd door zeer kleine schubben die pigmenten bevatten, de vleugels zelf zijn net als bijvoorbeeld vliegen of wespen doorzichtig en vliezig. De vleugels van de atlasvlinder zijn voorzien van zogenaamde fenestrae of vensters, dit zijn delen van de vleugel die juist ongeschubd zijn waardoor er een doorzichtig deel ontstaat. Dit komt ook voor bij andere soorten, zoals de wespvlinders. Bij de atlasvlinder heeft de voorvleugel twee van dergelijke vensters en de achtervleugel een. De functie van de vleugelvensters is waarschijnlijk het deels laten wegvallen van de lichaamsvorm van de vlinder tegen de achtergrond, zodat vijanden de vlinder moeilijker kunnen zien.

### Achterlijf
Het achterlijf bevat de organen van de vlinder zoals het spijsverteringsstelsel. Aan de achterzijde van het achterlijf bevinden zich de geslachtsorganen en bij vrouwtjes een klier die feromonen afgeeft. Het achterlijf is duidelijk gesegmenteerd, de segmenten zijn te zien als donkere dwarsbanden. Net als het borststuk is het achterlijf bedekt met een oranjebruine beharing. Het achterlijf is in vergelijking met de vleugels erg klein.
De flanken van het achterlichaam zijn net als de poten aan de bovenzijde niet te zien omdat ze onder de vleugels gepositioneerd zijn. Deze delen hebben een opvallend patroon van drie rijen vlekjes, per segment zijn drie vlekken aanwezig. De bovenste vlekkenrij is het grootst, de middelste het kleinst. De onderste twee rijen vlekken bestaan uit witte, zeer grillige en per vlek afwijkende lijnen. De vlekken van de bovenste rij zijn veel regelmatiger en rond tot eirond. Ze bestaan uit een dunne, donkere rand met daarbinnen een lichtere tot witte rand, het grootste deel van de vlek is vaak hetzelfde als de rest van het achterlijf maar iets donkerder. Het centrum van de vlekken in de bovenste rij heeft een donkere kleur.

## Onderscheid met andere soorten
De atlasvlinder is een onmiskenbare verschijning maar er zijn enkele soorten die een vergelijkbaar vleugelpatroon hebben en met de soort verward kunnen worden.
Een voorbeeld is Rothschildia jacobaeae, die vergelijkbare vleugelkleuren en vensters in de vleugels heeft. Deze soort heeft er echter twee, één in de voorvleugel en een grotere in de achtervleugel. De spanwijdte van deze soort is kleiner, tot ongeveer 15 centimeter. In het veld zullen de twee soorten nooit door elkaar gehaald kunnen worden doordat Rothschildia jacobaeae alleen bekend is uit Zuid-Amerika. De vleugelvensters komen ook bij andere Rothschildia-soorten voor, waardoor ze als de Amerikaanse versie van de atlasvlinder worden gezien.
Een andere gelijkende vlinder is de hemelboomvlinder (Samia cynthia), die een spanwijdte van ongeveer 13 centimeter heeft. Deze soort heeft eveneens bruine en gele kleuren en vier vleugelvensters, in iedere vleugel een. De vensters zijn bij de hemelboomvlinder echter altijd halvemaanvormig. De hemelboomvlinder komt net als de atlasvlinder voor in Azië.
Andere vlinders die enigszins lijken op de atlasvlinder zijn die van de geslachten Callosamia en Hyalophora, die beide voorkomen in Noord-Amerika. Deze soorten hebben bruine tot gele en rode vleugelkleuren en lichtere vleugelvlekken. Ook draagt de vleugelpunt een oogvlek, die doet denken aan de 'slangenkop' van de atlasvlinder.

## Verspreiding en habitat

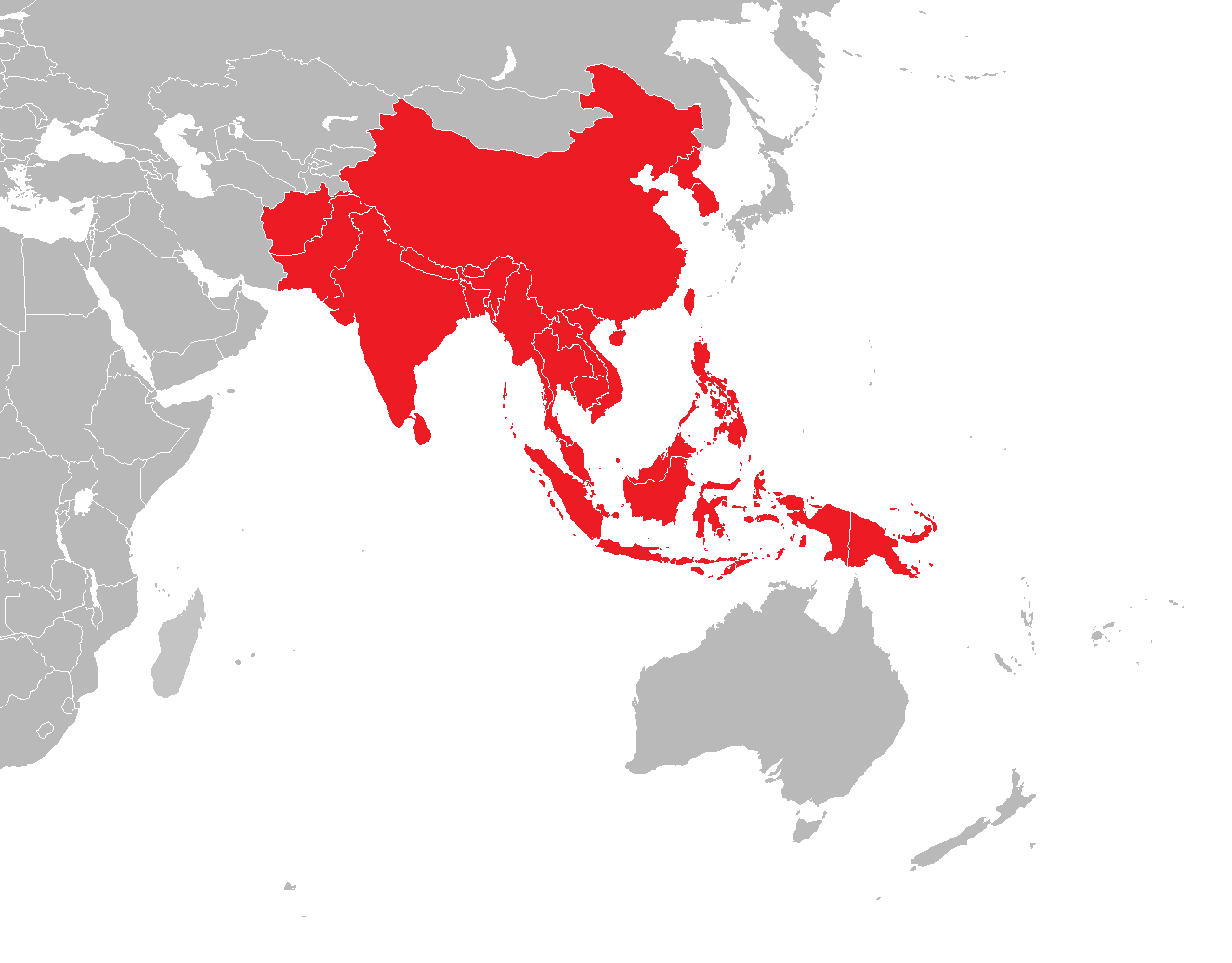
Verspreidingsgebied in het rood.

De atlasvlinder is een bewoner van grote delen van Zuidoost Azië, grofweg van Afghanistan tot Japan. De atlasvlinder komt voor in de landen Afghanistan, Bangladesh, Bhutan, Cambodja, China, Filipijnen, Korea, India, Indonesië, Japan, Laos, Maleisië, Myanmar, Nepal, Papoea-Nieuw-Guinea, Taiwan, Thailand en Vietnam. In China komt de vlinder voor in een groot gebied, het areaal beslaat de Provincies Fujian, Guangdong, Guangxi, Hebei, Henan, Hainan, Hubei, Hunan, Jiangsu, Jiangxi, Jilin, Liaoning, Sichuan, Yunnan, Tibet en Zhejiang. De verspreidingskaart rechts toont niet de exacte verspreiding maar alleen de landen waarin de vlinder voorkomt.
De atlasvlinder leeft in bosachtige streken in tropische en subtropische gebieden. Zowel in primaire bossen, die nog ongerept zijn, als in secundaire bossen die door de mens zijn aangepast is de soort te vinden en ook op plantages van geschikte voedselplanten vindt de atlasvlinder een uitstekend biotoop.
De atlasvlinder kan worden aangetroffen van in laaggelegen gebieden rond zeeniveau tot in hoger gelegen delen tot 1500 meter boven zeeniveau. De atlasvlinder komt in bergstreken weinig voor, maar kan in delen van de Himalaya worden aangetroffen. Het betreft dan altijd beboste gebieden, kale bergstreken zijn ongeschikt als habitat.
De rupsen leven van diverse planten en kunnen in verschillende biotopen overleven. De beschermingsstatus van de soort wordt omschreven als veilig (Least Concern of LC), in het grootste deel van zijn areaal komt de atlasvlinder nog vrij algemeen voor.

## Voedsel

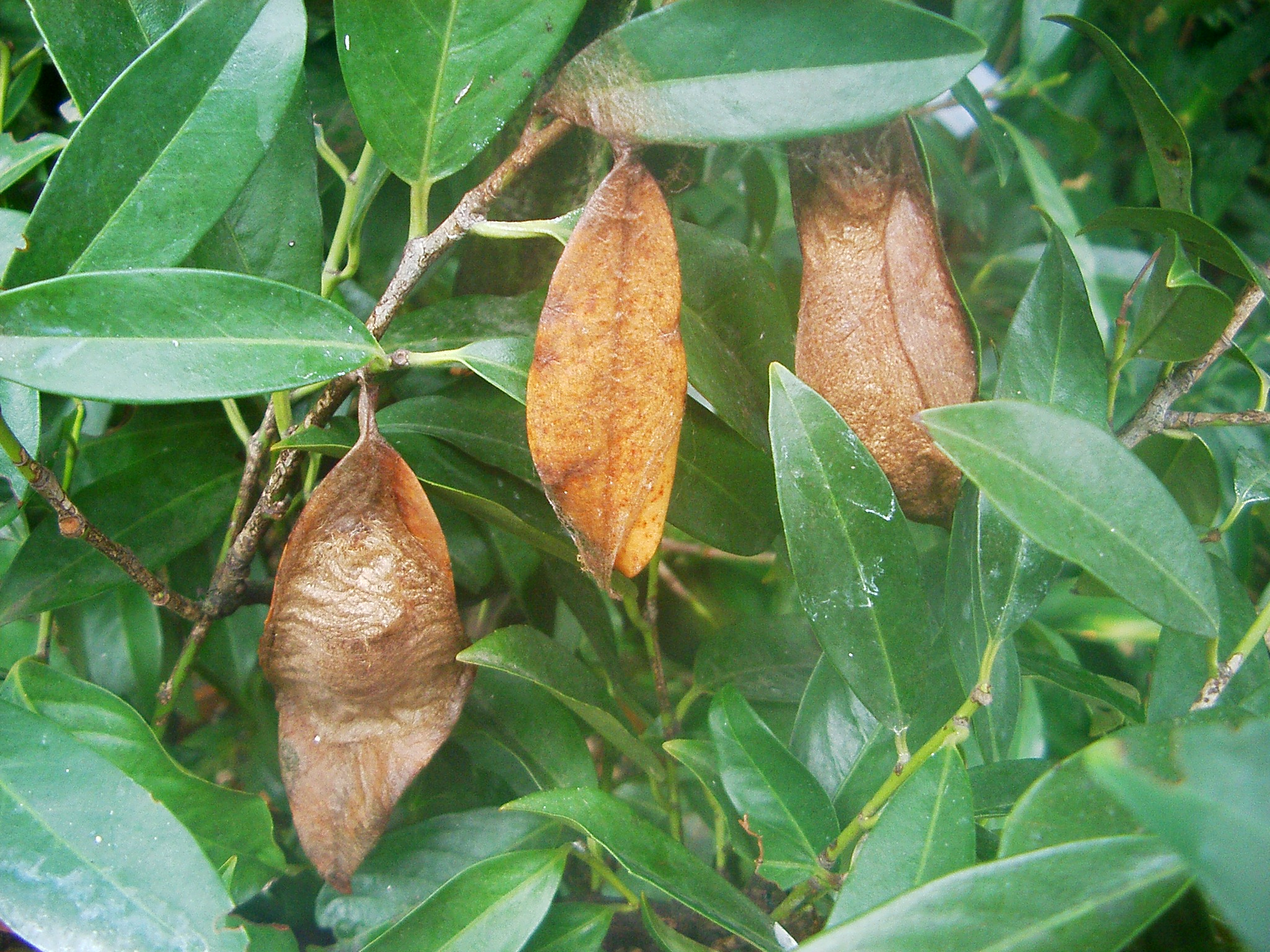
Poppen van de atlasvlinder op de laurierkers (Prunus laurocerasus)

De plant waarop een rups zich ontwikkelt wordt wel de waardplant genoemd. De waardplant van de rups van de atlasvlinder is in de natuur voornamelijk de hemelboom (geslacht Ailanthus). De rupsen accepteren echter een breed scala aan verschillende soorten planten die bovendien tot geheel andere families behoren. Bij in gevangenschap gekweekte vlinders wordt vooral liguster gevoerd. Bij de meeste vlinders ligt de waardplant erg nauw, de rups kan zich maar op een beperkt aantal soorten of slechts op één soort ontwikkelen. De dagpauwoog bijvoorbeeld kan zich alleen handhaven als er brandnetel of hop beschikbaar is. In de natuur zijn de vrouwtjes van de atlasvlinder weliswaar zeer kritisch als het gaat om de plant waarop ze de eitjes afzetten maar de rupsen daarentegen kunnen zich ontwikkelen op een breed scala aan planten uit meer dan 25 verschillende plantenfamilies. Dit opmerkelijke verschijnsel komt ook voor bij andere grote vlinders zoals de grootste soort ter wereld; Alexandra's vogelvlinder.
Enkele van de als voedsel gebruikte planten van de rups worden door de mens commercieel geteeld als voedsel, en het voorkomen van de rups op plantages wordt dan gezien als schadelijk. Voorbeelden van dergelijke geteelde planten zijn onder andere soorten die producten opleveren als citrusvruchten, kaneel, koffie, thee en mango. In grote delen van het areaal is de vlinder weliswaar niet bevorderlijk in plantages maar vormt geen echte plaag. De atlasvlinder wordt wel als schadelijk aangemerkt op kaneelplantages in delen van Maleisië. Omdat de rupsen zeer groot worden en zich binnen enkele maanden volvreten van enkele millimeters tot meer dan tien centimeter hebben ze grote hoeveelheden bladeren nodig. Hierdoor kan een klein aantal rupsen een kleine boom volledig van het gebladerte ontdoen. De lichaamsgrootte van de rupsen is ook een voordeel, doordat ze gemakkelijk herkend kunnen worden hoeft er geen gif te worden gebruikt om de rups te bestrijden maar kunnen ze handmatig worden geraapt.
Onderstaand een lijst van planten die als voedsel kunnen dienen voor de rups, de gegevens zijn afkomstig van The Moths of Borneo op basis van Sevastopulo (1940), Pholboon (1965), Browne (1968), Arora & Gupta (1979), Yunus & Ho (1980) en Miyata (1983).
| Familie        | Geslachten            | Nederlandse naam      | Familie        | Geslachten                                 | Nederlandse naam    |
| -------------- | --------------------- | --------------------- | -------------- | ------------------------------------------ | ------------------- |
| Anacardiaceae  | Anacardium, Spondias  | Pruikenboomfamilie    | Annonaceae     | Annona, Artabotrys                         | Geen                |
| Araliaceae     | Schefflera            | Klimop                | Asclepiadaceae | Sarcostemma                                | Geen                |
| Berberidaceae  | Berberis              | Berberisfamilie       | Burseraceae    | Canarium                                   | Geen                |
| Phyllanthaceae | Bischofia             | Geen                  | Corylaceae     | Carpinus                                   | Geen                |
| Dilleniaceae   | Dillenia              | Geen                  | Euphorbiaceae  | Aleurites, Glochidium, Phyllanthus, Sapium | Wolfsmelkfamilie    |
| Labiatae       | Teucrium (Gamander)   | Lipbloemenfamilie     | Lauraceae      | Cinnamomum                                 | Laurierfamilie      |
| Leguminosae    | Erythrina             | Vlinderbloemenfamilie | Lythraceae     | Lagerstroemia                              | Kattenstaartfamilie |
| Magnoliaceae   | Michelia              | Tulpenboomfamilie     | Meliaceae      | Sandoricum, Swietenia                      | Geen                |
| Myrsinaceae    | Ardisia, Embelia      | Geen                  | Myrtaceae      | Psidium                                    | Mirtefamilie        |
| Naucleaceae    | Nauclea               | Sterbladigenfamilie   | Rosaceae       | Malus                                      | Rozenfamilie        |
| Rubiaceae      | Mussaenda, Vangueria  | Sterbladigenfamilie   | Rutaceae       | Citrus                                     | Wijnruitfamilie     |
| Salicaceae     | Salix                 | Wilgenfamilie         | Sapindaceae    | Schleichera                                | Zeepboomfamilie     |
| Simaroubaceae  | Ailanthus (Hemelboom) | Hemelboomfamilie      | Verbenaceae    | Clerodendrum                               | IJzerhardfamilie    |

## Voortplanting

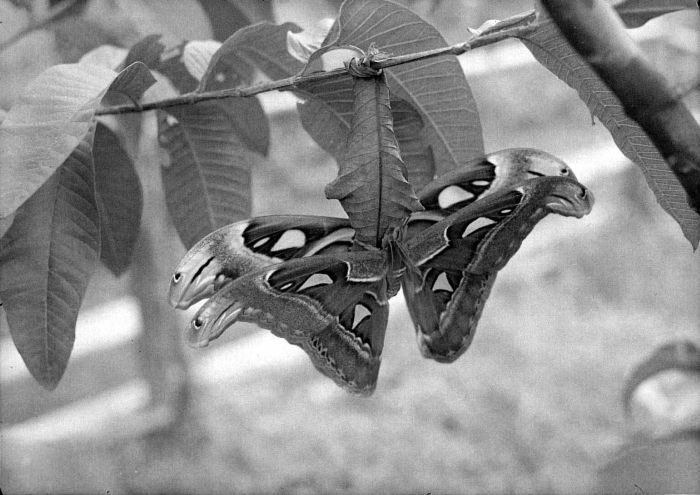
Paring van de atlasvlinder

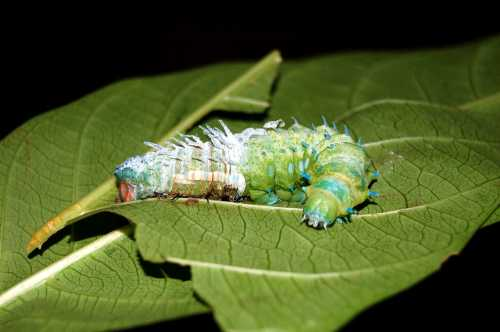
Een vervellende rups

Net als veel andere vlinders hebben de beide seksen een duidelijke rolverdeling. De mannetjes zijn het actiefst en leggen grote afstanden af op zoek naar een vrouwtje. De vrouwtjes zijn erg passief tot ze zijn bevrucht en aan de vrouwtjes is het vervolgens de taak om een geschikte voedselplant te vinden voor de afzet van de eieren. De vrouwtjes blijven als ze uit hun pop zijn gekropen in de directe omgeving, wel wordt een plaats uitgekozen waar de wind enigszins vat op heeft. De vrouwtjes lokken de mannetjes met feromonen, dit zijn vluchtige organische lokstoffen die de mannetjes in de kleinste hoeveelheden kunnen waarnemen. De lokstoffen worden verspreid door een klier aan de achterzijde van het vrouwtje. De mannetjes gebruiken hiertoe hun sterk geveerde antennes, die een veel groter oppervlak hebben dan de antennes van de vrouwtjes. Een mannetje kan de feromonen van een vrouwtje opsporen op een afstand van meerder kilometers. Omdat de vlinder nachtactief is, gaan de mannetjes 's nachts op zoek naar partner, zodat de vlinders overdag zelden vliegend worden aangetroffen.
Een bijzonderheid betreffende de voortplanting is dat de vrouwtjes zich maagdelijk kunnen voortplanten. Als ze geen mannetje vinden om te paren, zetten ze onbevruchte eieren af. Hieruit komen altijd mannetjes, dit vergroot de hoeveelheid mannelijke exemplaren in een volgende generatie zodat de vrouwtjes uit de opvolgende generatie een grotere kans hebben om wel een mannetje tegen te komen.

### Ei

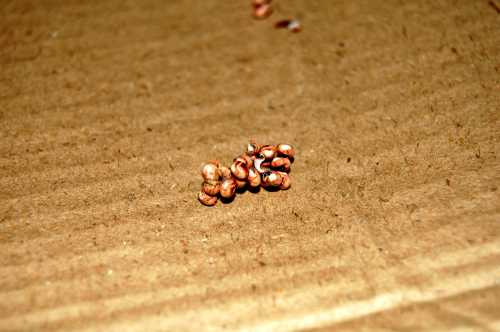
Eieren van de atlasvlinder

De eieren zijn lichtbruin van kleur, en rond van vorm, de eitjes zijn drie millimeter lang en hiermee vrij groot voor een vlinderei. De eitjes worden in groepjes aan de onderzijde van een blad vastgeplakt. Hierbij wordt een zwarte lijmstof gebruikt die goed blijft plakken en enigszins elastisch is. De eieren moeten vochtig blijven want als ze uitdrogen zijn ze niet langer levensvatbaar. De incubatietijd varieert van 10 tot 14 dagen.
Het ei lijkt door de ronde vorm en bruine kleur meer op een zaadje dan op een insectenei. Het ei heeft net zoals de eieren van andere vlinders verschillende zogenaamde eierparasieten. Deze zetten hun ei af in het ei van de atlasvlinder waarna de larve van de parasiet het zich ontwikkelende embryo van de vlinder opeet. Van een verwante vlinder is bekend dat de eieren worden belaagd door sluipwespen uit het geslacht Anastatus.
Het embryonale stadium duurt ongeveer één tot twee weken, waarna het ei uitkomt en de larve of rups verschijnt.

### Rups
Als de eitjes uitkomen, begint het larvestadium, bij vlinders wordt dit de rups genoemd. De rups heeft maar één doel en dat is zo veel mogelijk eten. De rups is het enige stadium in de levenscyclus die voedsel opneemt. De volwassen vlinder beschikt over monddelen maar deze zijn sterk gedegenereerd en niet meer functioneel en de volwassen vlinder neemt geen voedsel meer op. Alle energie die de vlinder gebruikt om naar een partner te zoeken, te paren en eieren af te zetten wordt als rups bij elkaar gegeten. De atlasvlinder is overigens niet de enige vlinder die eenmaal volwassen niet meer eet, een bekend voorbeeld is de maanvlinder.
Zodra de rupsen uit hun ei kruipen verspreiden ze zich over de plant, de rupsen leven niet in groepen zoals bij andere vlinders voorkomt. De rupsen groeien snel en doorlopen een aantal stadia of instars die elkaar afwisselen met een vervelling of ecdysis. In totaal vervelt de rups van de atlasvlinder 4 keer en aan het einde van het vijfde stadium is de rups volgroeid. De jonge rups heeft echter een totaal ander uiterlijk dan de een bijna volgroeide rups, de veel grotere lichaamslengte buiten beschouwing latend. In de eerste twee larvale stadia is de rups nog klein en donker van kleur met lichtere, vlezige stekels. Vanaf het derde stadium heeft de rups een opvallende was-achtige lichaamsbedekking die bestaat uit een poeder-achtige substantie. Omdat de stof vettig is klontert het poeder samen tot een vlokkerige massa, de afscheiding dient om vijanden af te weren maar bevat geen giftige stoffen. In een poging om de rups te eten wordt een vijand geconfronteerd met de afscheiding en wil de rups nog weleens loslaten. Een dergelijke was-achtige afscheiding is ook bekend van heel andere groepen van insecten, zoals de eierzakken van de wollige dopluis, die behoort tot de halfvleugeligen (Hemiptera).
| Rupsstadia van de atlasvlinder | Rupsstadia van de atlasvlinder |
| --- | ------------------------------ |
| Eerste stadium; in het midden van de afbeelding zijn twee eerste larvale vormen te zien, ze zijn klein en gedrongen.                                                                                               |                                |
| Tweede stadium; Aan weerszijden van de afbeelding zijn rupsen in het tweede stadium te zien, het lichaam is al langer en de stekels staan verder uit elkaar.                                                       |                                |
| Derde stadium; bij het derde stadium zijn rode vlekken aanwezig aan weerszijden van de naschuiver. De stekels worden breder en de gehele bovenzijde van het lichaam is bedekt met een wasachtig, vlokkerig poeder. | Afbeelding gewenst             |
| Vierde stadium; Het vierde stadium is weer een maat groter, de rode vlekken en de stekels zijn meer geprononceerd.                                                                                                 |                                |
| Vijfde stadium; Het vijfde stadium is meer gedrongen en de stekels zijn naar achteren gekromd, wat enigszins doet denken aan een egel.                                                                             | Afbeelding gewenst             |

De larve is aan het einde van ontwikkeling duidelijk meer gedrongen wat betreft lichaamsbouw dan de voorgaande stadia, wat wordt versterkt door de kortere maar bredere vlezige uitsteeksels, die sterker naar achteren gekromd zijn. De lichaamslengte van de rups bedraagt maximaal twaalf centimeter. De volgroeide larve trekt zich uiteindelijk terug op een blad waarna de larve zich uit zijn laatste larvenhuid werkt en de verpopping plaatsvindt.

### Pop

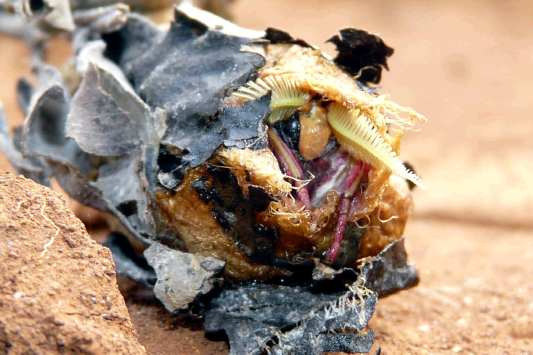
Een mannetje kruipt uit zijn pop

Als de larve zich volledig heeft ontwikkeld vindt de verpopping plaats. Hierbij verandert de larve van een zachte, beweeglijke rups naar een verharde, immobiele pop. De pop wordt bij insecten ook wel de chrysalis genoemd. Het popstadium is het laatste inactieve stadium, tijdens dit stadium wordt de rups omgebouwd van grotendeels vloeibare rups naar de volwassen vorm, waarbij alle buitenste lichaamsdelen zijn verhard. Het popstadium duurt bij de atlasvlinder ongeveer vier weken.
De eigenlijke pop van de vlinder is niet te zien omdat deze met spinsel wordt omgeven, het geheel wordt de cocon genoemd. De cocon van de vlinder is net als de rups erg groot en kan een lengte bereiken van ongeveer 10 centimeter. De cocon wordt vastgesponnen aan de onderzijde van een blad waardoor deze nauwelijks opvalt. De voorzijde van de rups hangt hierbij altijd naar beneden, omdat het uiteinde van het blad vaak naar de steel toe gekromd wordt aan de zijde waar de cocon zich bevindt wordt de pop nog beter beschermd. Als cocon wordt geopend is de pop te zien, deze is bruin en tonvormig, de voorzijde is van de achterzijde te onderscheiden doordat het achterlijf duidelijk gesegmenteerd is. Aan de voorzijde zijn reeds de antennes te zien, de vleugels zijn zichtbaar als flapachtige structuren.
De pop van de meeste vlinders heeft een voorgevormde breuklijn die openscheurt als de vlinder naar buiten kruipt. Bij de pop van de atlasvlinder ontbreekt echter een dergelijke structuur. Als de vlinder zijn pop wil verlaten wordt uit de monddelen een vloeistof afgescheiden die een deel van de pop oplost. Door de zo ontstane opening verlaat de volwassen vlinder of de imago uiteindelijk zijn cocon.

### Imago

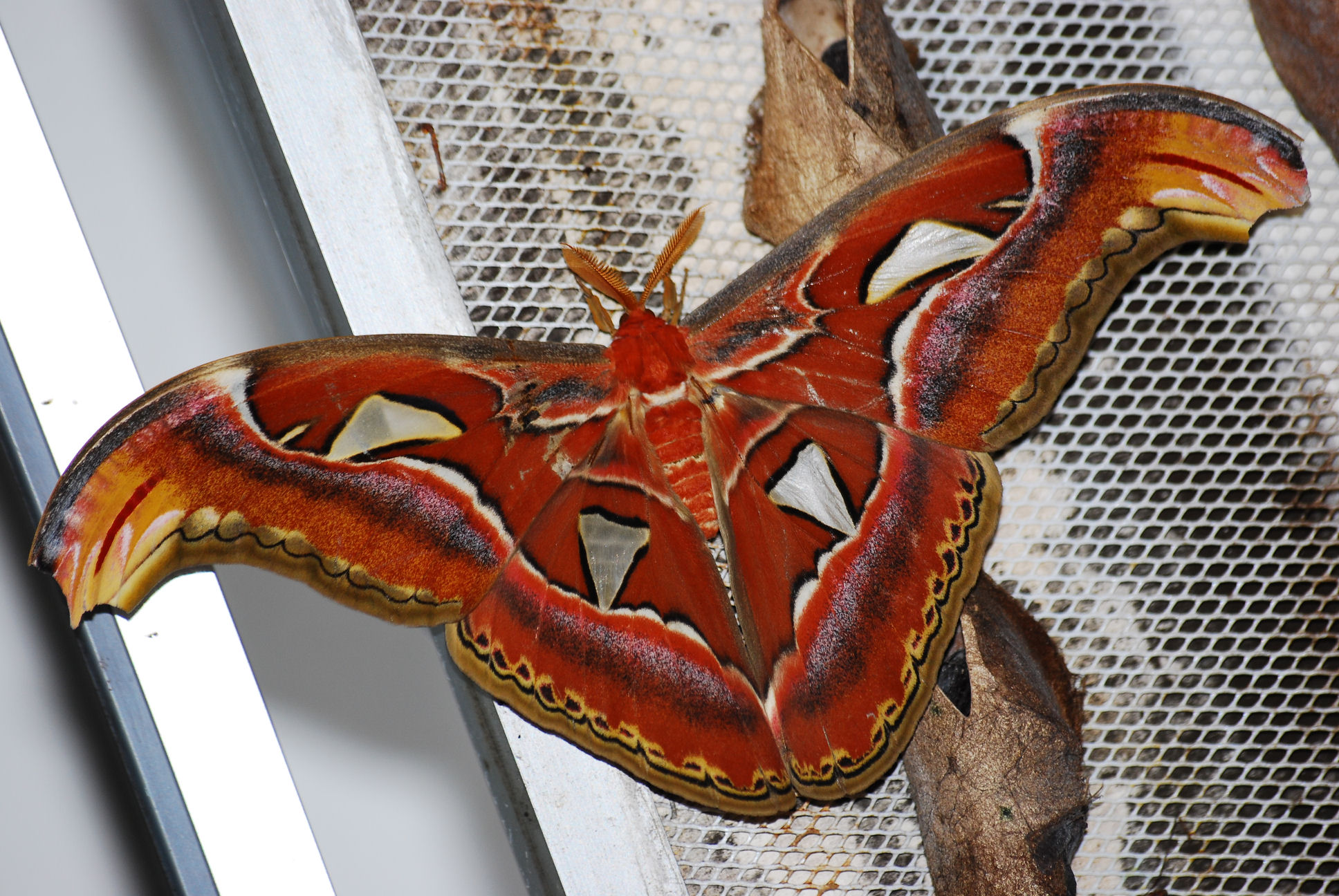
Volwassen vrouwtje

De volwassen vlinder is nog zwak als de pop wordt verlaten, de vlinder brengt enige tijd stilzittend door in de omgeving van de verlaten pop om de vleugels te laten uitharden. Het achterlijf van de vlinder is gezwollen en opvallend dik. Als de vlinder uit de cocon kruipt zijn de vleugels nog klein en doen verfrommeld aan, ze moeten eerst uitgevouwen worden en volgepompt met bloedvloeistof. Daarna drogen ze op en dan pas zijn ze geschikt om te vliegen. Nadat de vleugels zijn uitgehard is ook het achterlijf gekrompen en vormt een exoskelet.
Omdat de volwassen dieren niet meer eten is de levensduur van de vlinder beperkt; de vrouwtjes houden het tot twee weken uit en mannetjes sterven vaak al na een week. De atlasvlinder kent in de regel maar één generatie per jaar, soms komen twee generaties voor zoals in Maleisië.
Over de vijanden van de volwassen atlasvlinder in de natuur is weinig bekend. Op Java is in het verleden de kraai wel als natuurlijke vijand beschreven.

## In de cultuur

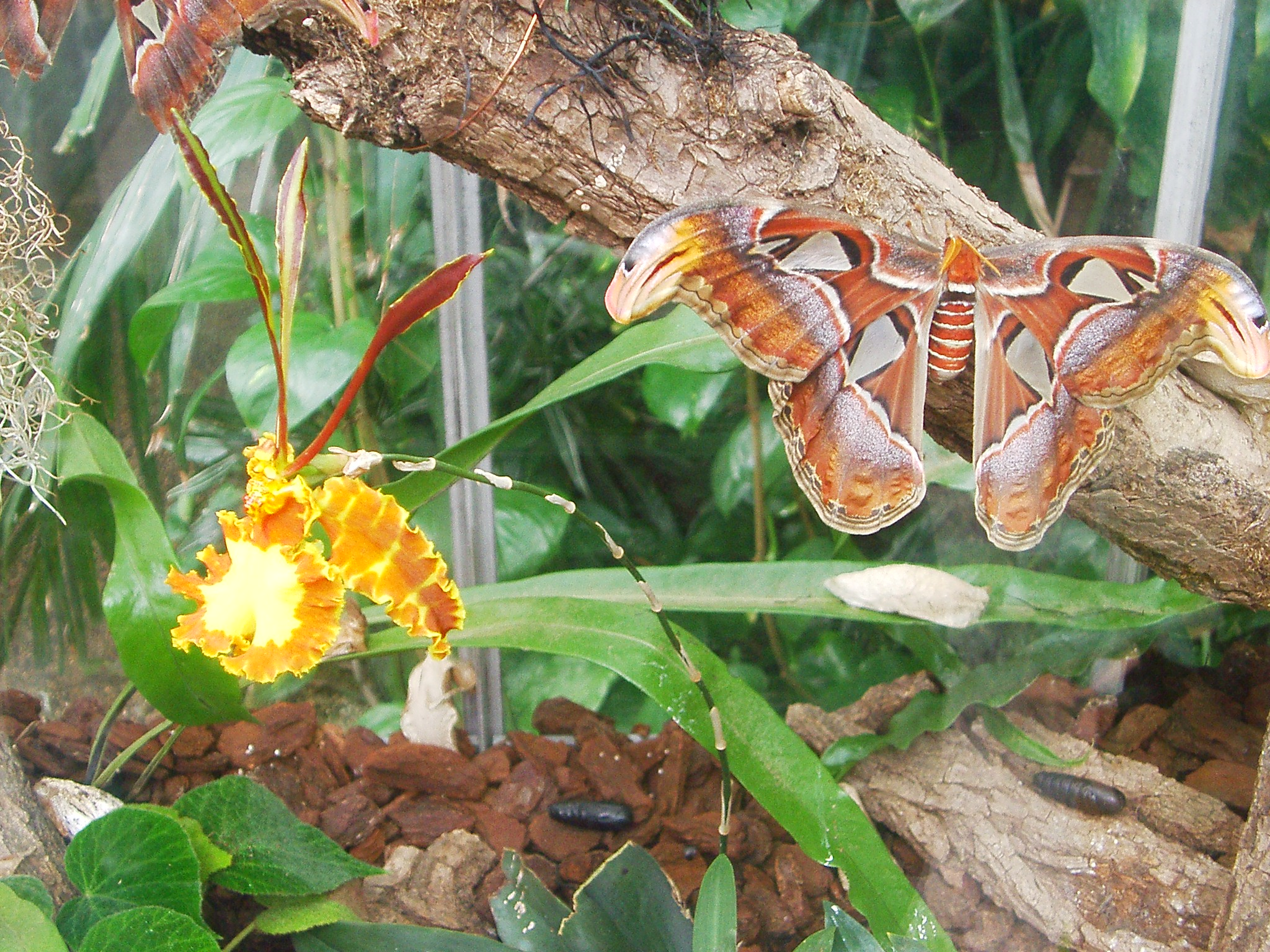
Een atlasvlinder in een Zwitserse botanische tuin

De atlasvlinder is een van de vlinders die wel in gevangenschap wordt gehouden, met als doel de dieren te bestuderen maar ook worden veel exemplaren opgeprikt om te kunnen worden verkocht aan verzamelaars.
De atlasvlinder is door zijn grootte en op kleine schaal relatief eenvoudige kweek te zien in verschillende dierentuinen. Onder andere Dierenpark Emmen heeft weleens atlasvlinders gekweekt.
Omdat de cocon van de atlasvlinder van sterk op zijde lijkend materiaal is gemaakt, is deze zeer stevig. In de landen waar de vlinder van nature voorkomt wordt de cocon wel als handtas gebruikt. Het spinsel van de atlasvlinder is wat betreft sterkte en gewicht vergelijkbaar met het als zijde gewonnen spinsel van de zijdevlinder.
De atlasvlinder wordt soms wel gekweekt om de zijde van de rupsen, die van de cocons af wordt gehaald. De soort is in vergelijking met de zijdevlinder echter veel moeilijker in gevangenschap te kweken. Daarnaast wordt de vlinder erg groot wat het dier kwetsbaar maakt waardoor de kweek ervan erg duur is. Een nadeel van de zijde van de atlasvlinder is dat het door de rups niet uit een enkele draad wordt gesponnen, maar uit meerdere draden zodat de cocon niet in één keer kan worden afgerold. De zijde van de atlasvlinder wordt vooral gewonnen in noordelijk India en staat bekend als fagarazijde.

## Afbeeldingen

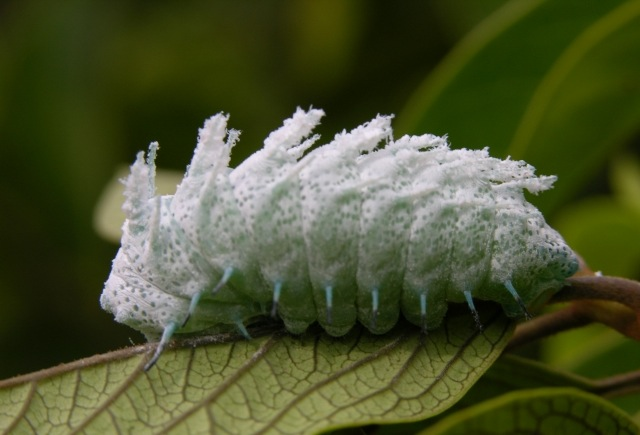
Jonge rups.
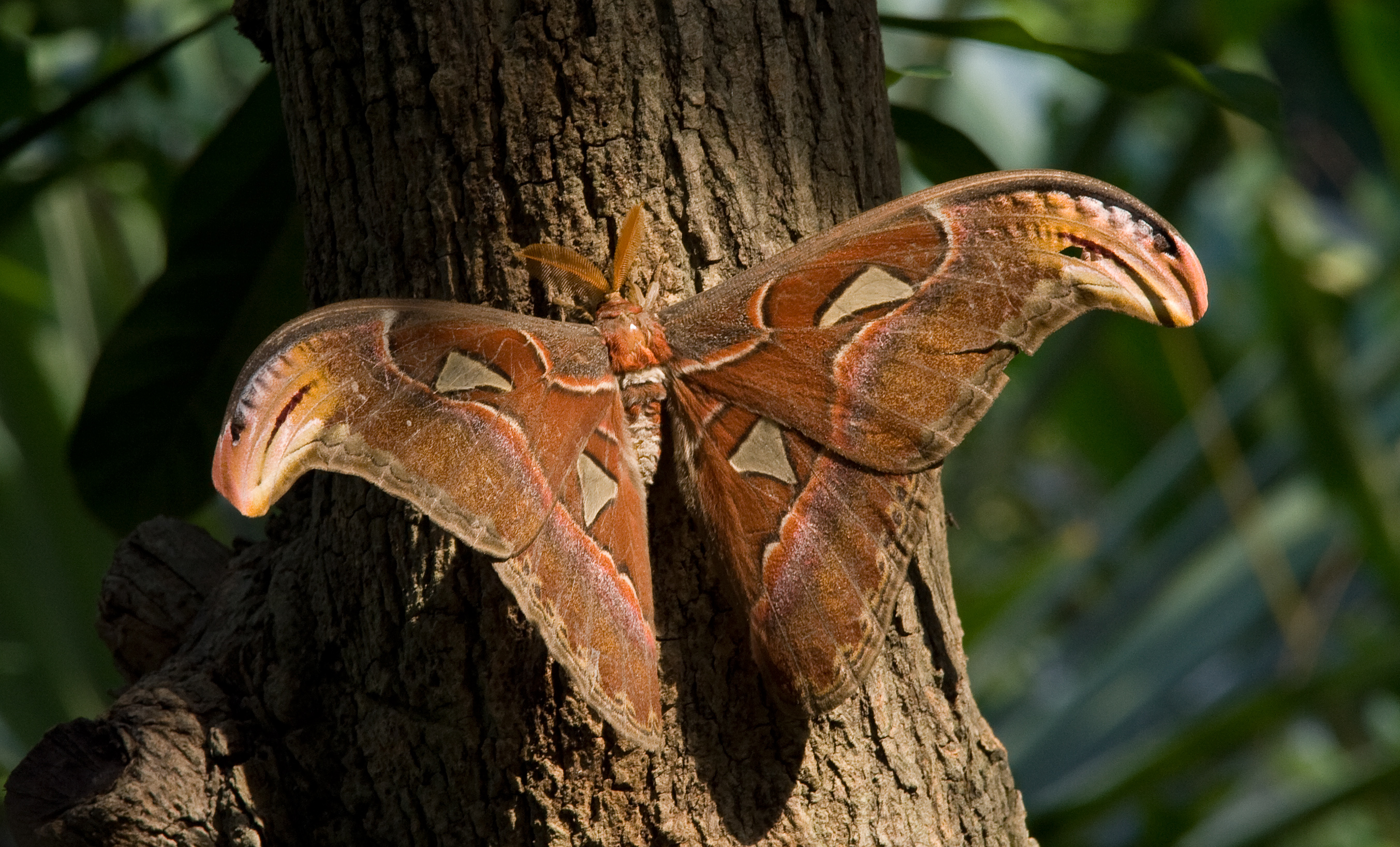
Mannetje.
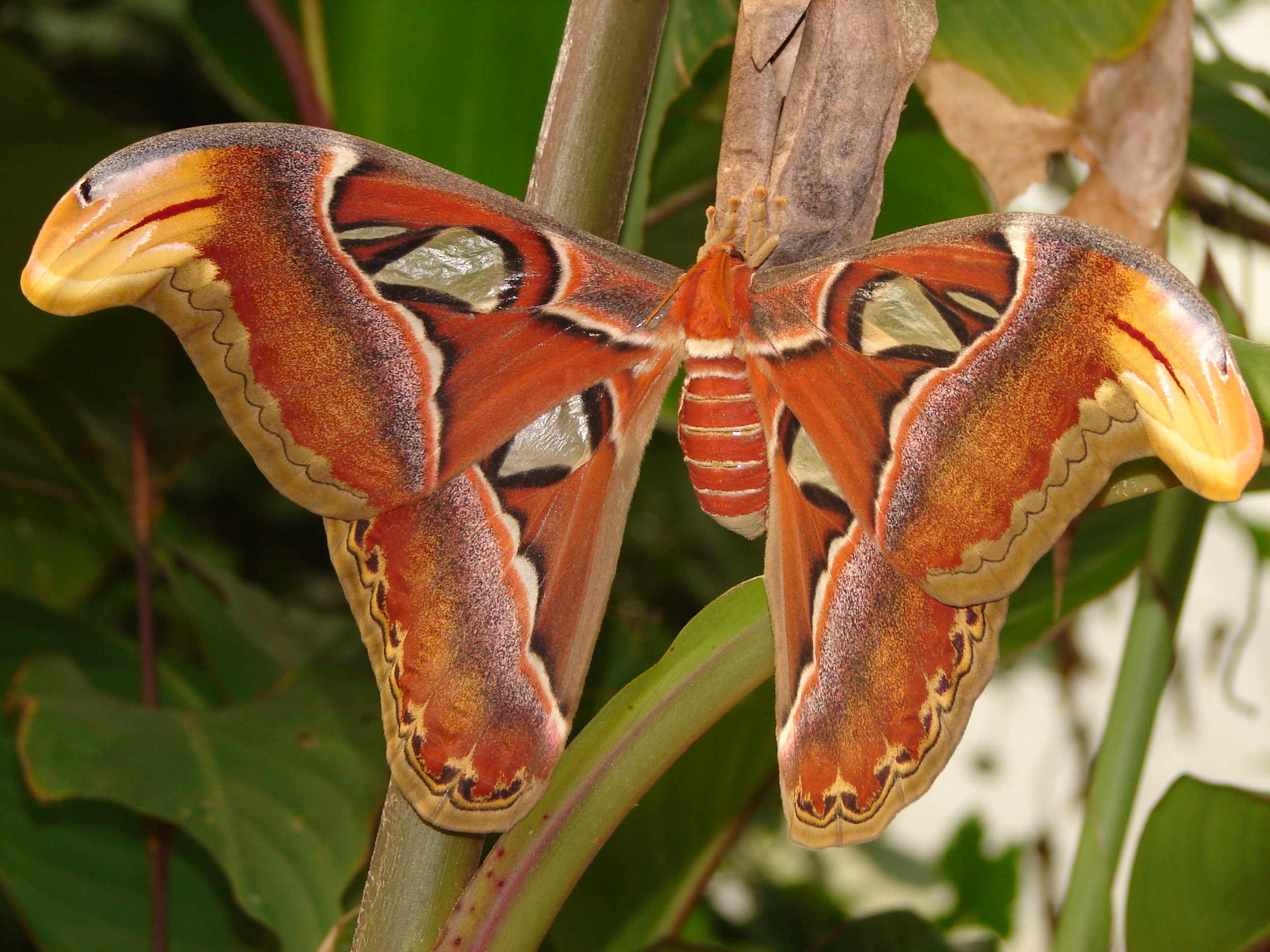
Vrouwtje.
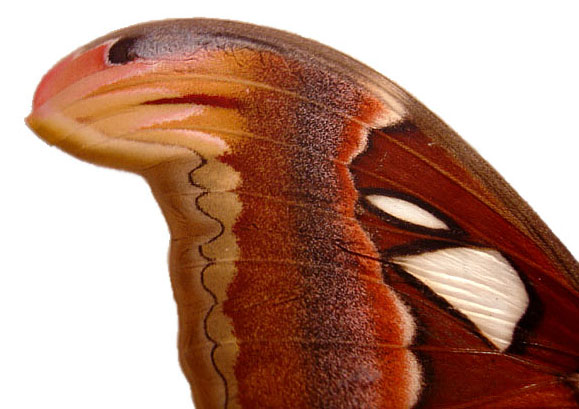
Detail vleugelpunt.